# Grand Prix Formule 1 van Italië 1954
De Grand Prix Formule 1 van Italië 1954 werd gehouden op 5 september op het Autodromo Nazionale Monza in Monza. Het was de achtste race van het seizoen.

## Uitslag
| Pos. | Nr. | Coureur                                | Constructeur | Rondes | Tijd / Oorzaak uitval | Grid | Punten |
| ---- | --- | -------------------------------------- | ------------ | ------ | --------------------- | ---- | ------ |
| 1    | 16  | Juan Manuel Fangio                     | Mercedes     | 80     | 2:47:47.9             | 1    | 8      |
| 2    | 40  | Mike Hawthorn                          | Ferrari      | 79     | +1 Ronde              | 7    | 6      |
| 3    | 38  | Umberto Maglioli José Froilán González | Ferrari      | 78     | +2 Rondes             | 13   | 2 3S   |
| 4    | 12  | Hans Herrmann                          | Mercedes     | 77     | +3 Rondes             | 8    | 3      |
| 5    | 30  | Maurice Trintignant                    | Ferrari      | 75     | +5 Rondes             | 11   | 2      |
| 6    | 42  | Fred Wacker                            | Gordini      | 75     | +5 Rondes             | 18   |        |
| 7    | 10  | Peter Collins                          | Vanwall      | 75     | +5 Rondes             | 16   |        |
| 8    | 26  | Louis Rosier                           | Maserati     | 74     | +6 Rondes             | 20   |        |
| 9    | 18  | Sergio Mantovani                       | Maserati     | 74     | +6 Rondes             | 9    |        |
| 10   | 28  | Stirling Moss                          | Maserati     | 71     | +9 Rondes             | 3    |        |
| 11   | 8   | Jorge Daponte                          | Maserati     | 70     | +10 Rondes            | 19   |        |
| DNF  | 34  | Alberto Ascari                         | Ferrari      | 48     | Motor                 | 2    |        |
| DNF  | 22  | Luigi Villoresi                        | Maserati     | 42     | Koppeling             | 6    |        |
| DNF  | 14  | Karl Kling                             | Mercedes     | 36     | Ongeluk               | 4    |        |
| DNF  | 24  | Roberto Mieres                         | Maserati     | 34     | Ophanging             | 10   |        |
| DNF  | 20  | Luigi Musso                            | Maserati     | 32     | Transmissie           | 14   |        |
| DNF  | 32  | José Froilán González                  | Ferrari      | 16     | Versnellingsbak       | 5    |        |
| DNF  | 6   | Robert Manzon                          | Ferrari      | 16     | Motor                 | 15   |        |
| DNF  | 46  | Clemar Bucci                           | Gordini      | 13     | Transmissie           | 17   |        |
| DNF  | 44  | Jean Behra                             | Gordini      | 2      | Motor                 | 12   |        |
| DNQ  | 20  | Giovanni de Riu                        | Maserati     |        | Niet gekwalificeerd   | 21   |        |

## Statistieken
| Pole-position | Juan Manuel Fangio    | Mercedes | 1:59.0 |
| Snelste ronde | José Froilán González | Ferrari  | 2:00.8 |

## Noot
- Dit was het debuut voor de Italiaanse coureur Giovanni de Riu.
- Eerste rondes als raceleider voor Stirling Moss.
- Dit was de achttiende podiumplaats voor Juan Manuel Fangio en daarmee vestigde hij een nieuw record. Hij verbrak het oude record van Alberto Ascari (17), gevestigd tijdens de Grote Prijs van Zwitserland van 1953.
- Eerste podiumplaats voor Umberto Maglioli.
- Dit was de tiende podiumplaats voor een Britse coureur.

1921 · 1922 · 1923 · 1924 · 1925 · 1926 · 1927 · 1928 · 1931 · 1932 · 1933 · 1934 · 1935 · 1936 · 1937 · 1938 · 1947 · 1948 · 1949 · 1950 · 1951 · 1952 · 1953 · 1954 · 1955 · 1956 · 1957 · 1958 · 1959 · 1960 · 1961 · 1962 · 1963 · 1964 · 1965 · 1966 · 1967 · 1968 · 1969 · 1970 · 1971 · 1972 · 1973 · 1974 · 1975 · 1976 · 1977 · 1978 · 1979 · 1980 · 1981 · 1982 · 1983 · 1984 · 1985 · 1986 · 1987 · 1988 · 1989 · 1990 · 1991 · 1992 · 1993 · 1994 · 1995 · 1996 · 1997 · 1998 · 1999 · 2000 · 2001 · 2002 · 2003 · 2004 · 2005 · 2006 · 2007 · 2008 · 2009 · 2010 · 2011 · 2012 · 2013 · 2014 · 2015 · 2016 · 2017 · 2018 · 2019 · 2020 · 2021 · 2022 · 2023 · 2024 · 2025